# Sulkusjärvi och Ikkerlompola
Sulkusjärvi och Ikkerlompola är en sjö i Finland. Den ligger i kommunen Enare i landskapet Lappland, i den norra delen av landet, 1 000 km norr om huvudstaden Helsingfors. Sulkusjärvi och Ikkerlompola ligger 158,5 meter över havet. Arean är 5,89 kvadratkilometer och strandlinjen är 37,66 kilometer lång. Sjön  ingår i Pasvik älvs huvudavrinningsområde. 